# John P. Cushman

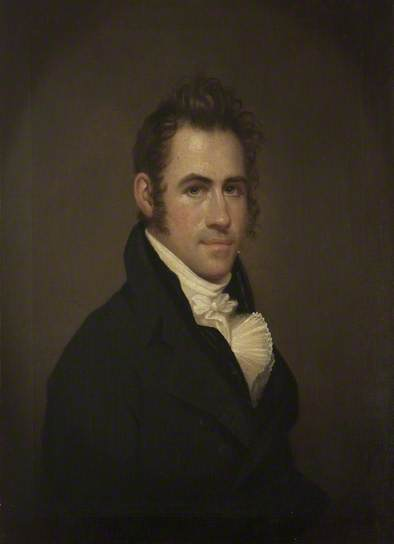
John P. Cushman

John Paine Cushman (* 8. März 1784 in Pomfret, Connecticut; † 16. September 1848 in Troy, New York) war ein US-amerikanischer Jurist und Politiker. Zwischen 1817 und 1819 vertrat er den Bundesstaat New York im US-Repräsentantenhaus.

## Werdegang
John Paine Cushman wurde ungefähr sechs Monate nach dem Ende des Unabhängigkeitskrieges in Pomfret geboren. Er besuchte Gemeinschaftsschulen und die Plainfield Academy. 1807 graduierte er am Yale College. Er studierte Jura. Seine Zulassung als Anwalt erhielt er 1809 und begann dann in Troy zu praktizieren. Politisch gehörte er der Föderalistischen Partei an.
Bei den Kongresswahlen des Jahres 1816 für den 15. Kongress wurde er im zehnten Wahlbezirk von New York in das US-Repräsentantenhaus in Washington, D.C. gewählt, wo er am 4. März 1817 die Nachfolge von Hosea Moffitt antrat. Da er auf eine erneute Kandidatur im Jahr 1818 verzichtete, schied er nach dem 3. März 1819 aus dem Kongress aus.
Nach seiner Kongresszeit nahm er wieder seine Tätigkeit als Anwalt auf. Er war vom April 1830 bis zu seinem Rücktritt im April 1834 Regent an der State University of New York. 1833 wurde er Trustee am Union College in Schenectady – eine Stellung, die er bis zu seinem Tod innehatte. Zwischen 1834 und 1838 war er Recorder in Troy. 1838 wurde er Richter am Bezirksgericht im dritten Distrikt. Er bekleidete diesen Posten bis 1844. Ferner verfolgte er Immobiliengeschäfte. Er verstarb am 16. September 1848 in Troy und wurde dann dort auf dem Oakwood Cemetery beigesetzt. Zu jenem Zeitpunkt war der Mexikanisch-Amerikanische Krieg ungefähr sieben Monate zu Ende.